# Mauperthuis
Mauperthuis is een Franse gemeente in het departement Seine-et-Marne, in de regio Île-de-France. De gemeente heeft 429 inwoners op een oppervlakte van 1,97 km² (214 inw. per km²). Het dorp ligt zo’n 70 kilometer ten oosten van Parijs en de inwoners heten Malperthusiens.
De plaats wordt voor het eerst genoemd als Malpertus, wat zoveel wil zeggen als slechte doorgang, in dit geval een slechte doorgang op de oude Romeinse weg van Lyon naar Boulogne.

## Demografie
Onderstaande figuur toont het verloop van het inwonertal (bron: INSEE-tellingen).